# Néfele
En la mitología griega Néfele (en griego Νεφέλη, de νέφος néfos, «nube») era una diosa o ninfa hecha de nubes. Es llamada Nube y Nébula en latín. Néfele aparece en varias versiones de los mitos, estando relacionada con la saga de los argonautas o con la estirpe de los centauros.

## Esposa de Atamante
Néfele era una diosa o ninfa, elegida para ser la primera esposa de Atamante, de la estirpe de los Eólidas, y que aparecía prominentemente en la historia de Frixo y Hele. De esta Néfele no se suelen citar a sus progenitores pero en una fuente es hija de Zeus y de una ninfa.  Un tiempo después Atamante decidió cohabitar con Ino, hija de Cadmo, y Néfele, sospechando de la infidelidad, se retiró del palacio agraviada. Frixo y su gemela Hele, hijos de Atamante y Néfele, eran odiados por su madrastra, Ino, quien urdió una malvada trama para librarse de ellos, tostando todas las semillas de las ciudades para que no crecieran. Los granjeros, temerosos de la hambruna, pidieron ayuda a un oráculo cercano. Ino sobornó a los hombres enviados al oráculo para que mintieran y les dijeran a los demás que este exigía el sacrificio de Frixo. Sin embargo, antes de que este fuera sacrificado, él y Hele fueron rescatados por un carnero dorado, volador, parlante e inmortal enviado por Néfele. Esta ordenó a sus hijos que montaran en él, fueran a la Cólquide junto al rey Eetes, hijo de Helios, y sacrificaran el carnero allí en honor a Ares. Algunos dicen que este carnero era hijo de Poseidón y Teófane. Durante su viaje por mar Hele se mareó y cayó del carnero en el Helesponto (bautizado así en su honor, pues significa «Mar de Hele») y se ahogó, pero Frixo resistió todo el camino hasta la Cólquida, donde Eetes lo acogió y lo trató amablemente, dándole a su hija, Calcíope o Yofosa, en matrimonio. Como agradecimiento, Frixo dio al rey el vellocino de oro del carnero, que Eetes colgó de un árbol. En otras versiones Néfele es citada explícitamente como una diosa y que la esterilidad de la tierra se debió a la cólera de esta, abandonada por Atamante.

## Esposa de Ixión
En otra versión, Néfele es la esposa de Ixión y antepasada de los centauros del monte Pelión de Tesalia. Es la nube que Zeus creó a imagen y semejanza de Hera para engañar a Ixión y poner a prueba su integridad Ixión, enamorado de Hera, intentó forzarla. Cuando Hera lo denunció, Zeus, deseoso de conocer la verdad, formó una nube semejante a Hera y la colocó cerca de Ixión. Éste, por ufanarse de haber gozado de Hera, fue atado por Zeus a una rueda en la que llevado por los vientos paga su culpa. La nube fecundada por Ixión parió a Centauro, padre epónimo de esta raza. Otros dicen que su hijo fue el epónimo Imbro. Pero en las versiones más comunes Nube es la madre directamente de los centauros, citándose al menos a Euritión y Neso. Néfele también apoyó a sus nietos centauros en una batalla contra Heracles, provocando un fuerte chaparrón dejando así el suelo resbaladizo para seres de dos piernas.

Porque antaño en los tálamos anchurosos quiso tentar a la esposa de Zeus (...) Los coitos extraviadores a ingente infortunio precipitan. También a él —Ixión— llegaron, pues se acostó con una nube, a la caza del engaño dulce, ignorante hombre. Porque en su forma semejaba la nube a la altísima hija de Crono nacido de Urano. Como engaño la formaron para él las manos de Zeus, hermosa tortura (...) Sin favor de las Gracias parió para él una estirpe insolente la nube, única ella a él único, que ni entre los hombres encuentra honor ni en los espacios de los dioses. La que lo crio le puso por nombre Centauro, y él se ayuntó con las yeguas de Magnesia al pie del Pelión, y nació una horda
asombrosa, semejante a los dos progenitores, igual a la madre en la parte de abajo, igual por arriba a su padre.
Píndaro: Píticas II 32

## Asistente de Ártemis
Para Ovidio, Néfele también fue una de las sesenta ninfas oceánides que formaban el séquito de Artemisa. Sus otras hermanas también estaban relacionadas con el agua: Crócrale «orilla de mar», Híale «cristal», Psécade «aguacero», Fíale «cuenco (de agua)» y Ránide «gota de lluvia».